# Bébing
Bébing là một xã trong vùng Grand Est, thuộc tỉnh Moselle, quận Sarrebourg, tổng Sarrebourg. Tọa độ địa lý của xã là 48° 42' vĩ độ bắc, 06° 59' kinh độ đông. Bébing nằm trên độ cao trung bình là m mét trên mực nước biển, có điểm thấp nhất là 258 mét và điểm cao nhất là 324 mét. Xã có diện tích 9,57 km², dân số vào thời điểm 2005 là 170 người; mật độ dân số là 18,1 người/km². Làng thuộc Pháp từ năm 1661, nằm khoảng 5 km về phía tây của Sarrebourg.

## Thông tin nhân khẩu
| 1962 | 1968 | 1975 | 1982 | 1990 | 1999 |
| ---- | ---- | ---- | ---- | ---- | ---- |
| 90   | 97   | 124  | 160  | 179  | 167  |